# Baška, Kroatien
Baška (italienska: Bescanuova, tyska: Weschke) är en kommun och turistort i Kroatien. Kommunen har 1 668 invånare (2011) och ligger på den södra delen av ön Krk i Primorje-Gorski kotars län. 

## Orter i kommunen
Baška utgör huvudorten i kommunen med samma namn. Utöver centralorten räknas samhällena Batomalj, Draga Bašćanska och Jurandvor till kommunen.

## Historia
1851 hittades Baškatavlan, en stentavla från 1100-talet, vid Jurandvor. 

## Galleri

Panorama över Baška

### Fotnoter
1. 1 2  ”Census of Population, Households and Dwellings 2011, First Results by Settlements” (på engelska och kroatiska) ( PDF). Kroatiska statistiska centralbyrån. Arkiverad från originalet den 19 augusti 2014. https://web.archive.org/web/20140819030849/http://www.dzs.hr/Hrv_Eng/publication/2011/SI-1441.pdf. Läst 26 oktober 2013.
2. ↑  Hazu.hr Arkiverad 29 oktober 2013 hämtat från the Wayback Machine. – Kroatiska akademien för vetenskap och konst (kroatiska)